# Янус Браспеннікс
Янус Браспеннікс (нід. Janus Braspennincx, 5 березня 1903 — 7 січня 1977) — нідерландський велогонщик.
Срібний призер Олімпійських Ігор 1928 року в командній гонці переслідування.